# Childhood Home
Albums de Ben Harper
Get Up!
(2013) Call It What It Is
(2016)
Childhood Home est le douzième album studio de Ben Harper, sorti le 6 mai 2014 en collaboration avec sa mère Ellen.

## Titres
| No  | Titre                       | Durée |
| --- | --------------------------- | ----- |
| 1.  | A House Is a Home           |       |
| 2.  | City of Dreams              |       |
| 3.  | Born to Love You            |       |
| 4.  | Heavyhearted World          |       |
| 5.  | Farmer's Daughter           |       |
| 6.  | Memories of Gold            |       |
| 7.  | Altar of Love               |       |
| 8.  | Break Your Heart            |       |
| 9.  | Learn it All Again Tomorrow |       |
| 10. | How Could We Not Believe    |       |